# Siuru

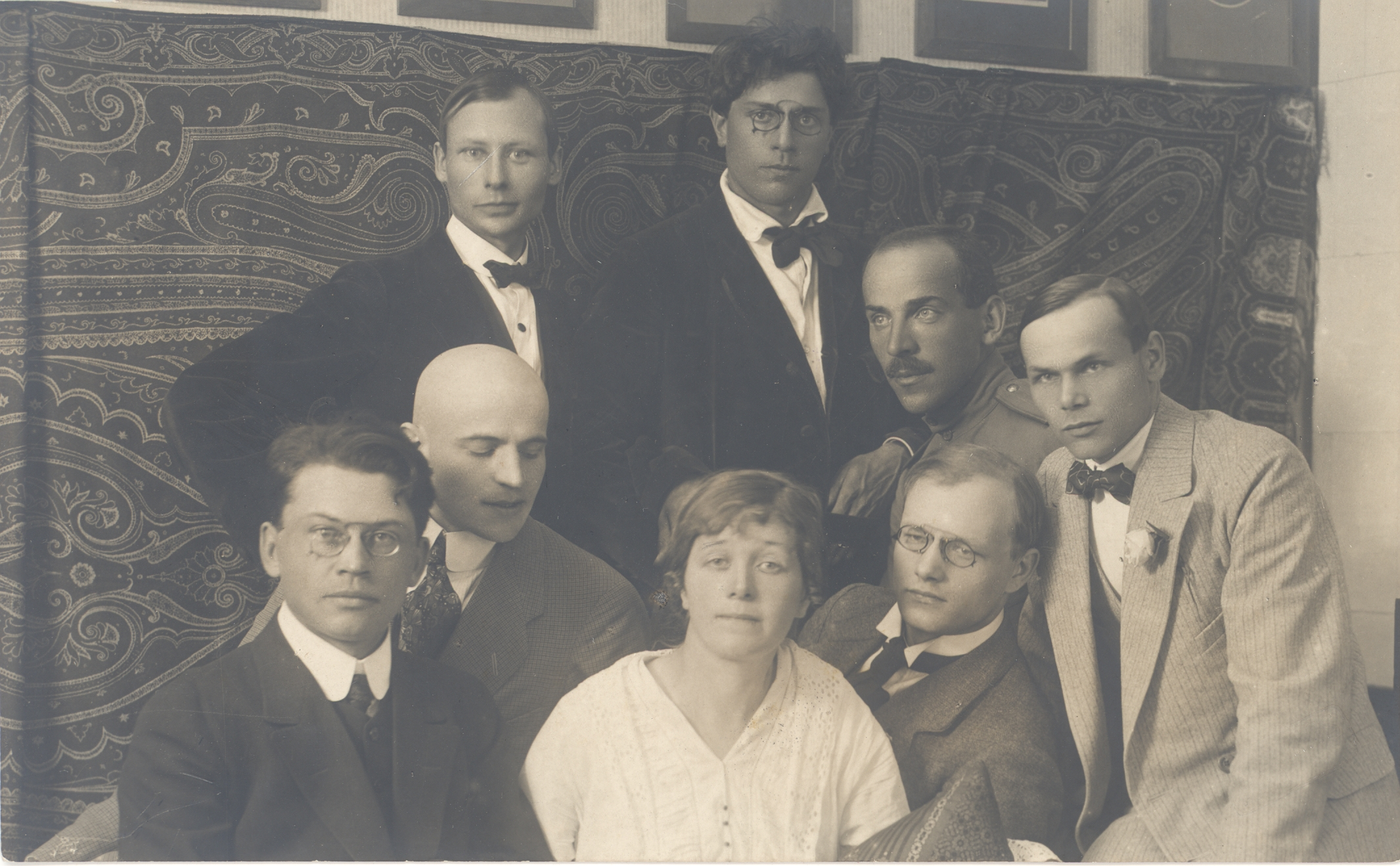
Członkowie grupy w 1917 roku: Peet Aren, Otto Krusten, Friedebert Tuglas, Arthur Adson, Marie Under, August Gailit, Johannes Semper i Henrik Visnapuu

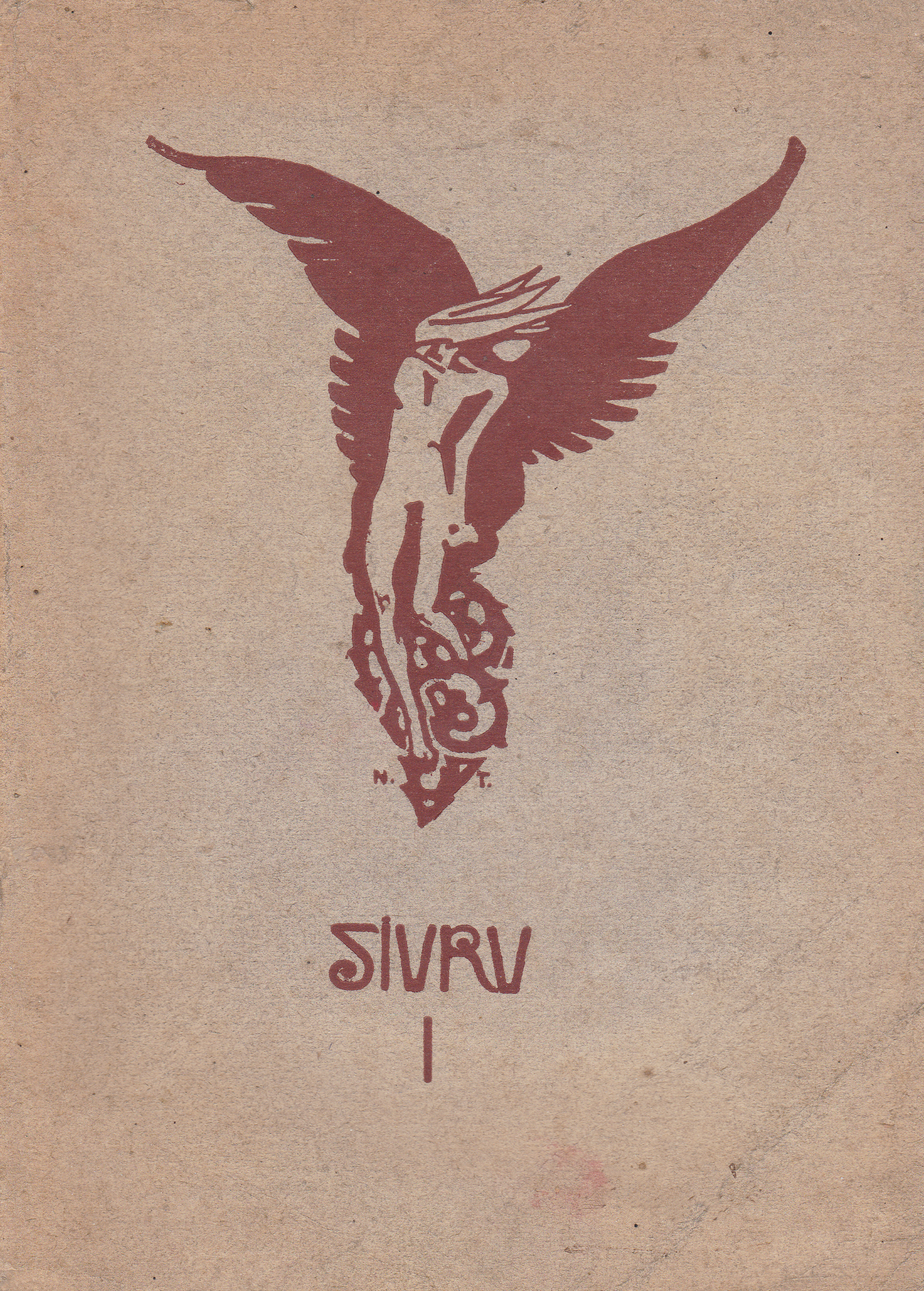
Okładka pierwszego wydania albumu ruchu "Siuru" zaprojektowana przez Nikolaia Triika (1884–1940).

Siuru (pl. Niebieski/Błękitny ptak) – estońska grupa literacka, działająca od 1917 do 1920 roku. Nazwa grupy pochodzi od zaczarowanego ptaka z estońskiego folkloru.
Grupa powstała latem 1917 roku z inicjatywy Friedeberta Tuglasa. Grupa spotykała się w salonie Marie Under, ale bywała też w kawiarniach oraz organizowała odczyty w teatrze w Tallinnie i spotkania literackie. W latach 1919–1920 grupa publikowała almanach o tytule Siuru (ukazały się w sumie trzy numery). Do grupy, oprócz Tuglasa i Under (która była dominującą postacią grupy, nazywaną ,,księżniczką Siuru"), należeli: Artur Adson (mąż Marie Under), Henrik Visnapuu, Johannes Semper, August Alle, Johannes Vares, August Gailit.
Grupa rozpadła się po 1920 roku. Powodem były głównie różnice ideowe.
Członkowie grupy pragnęli swoją twórczością oderwać się od dominującej poetyki młodoestońskiej (z tego nurtu wywodził się Tuglas, który jednak odrzucił tę estetykę) i poszukiwać nowych środków wyrazu, pozwalających na aktualną i bliską masom twórczość. Chętnie nawiązywali do poetyki ekspresjonizmu.